# Saka no Ue no Kumo
Saka no Ue no Kumo (坂の上の雲) é um drama japonês produzido e exibido pela NHK. A série de TV é baseada no romance de mesmo nome de Ryōtarō Shiba e adaptado por Hisashi Nozawa. A primeira temporada, com 5 episódios, foi transmitida em 2009, enquanto a segunda e terceira, cada uma com 4 episódios, foram transmitidas no final de 2010 e 2011.
O drama retrata a vida da era Meiji, seguindo os três protagonistas, o general Akiyama Yoshifuru, seu irmão mais novo e oficial da marinha Akiyama Saneyuki, e o poeta Masaoka Shiki. Esses personagens foram por Abe Hiroshi, Motoki Masahiro e Kagawa Teruyuki, respectivamente.